# استیمبت اسپرینگز (کلرادو)
استیمبت اسپرینگز (به انگلیسی: Steamboat Springs) شهری در ایالت کلرادو کشور ایالات متحده آمریکا است که جمعیت آن در سرشماری سال ۲۰۱۰ میلادی، ۱۲٬۰۸۸ نفر بوده‌است.